# Arminka Helic
Arminka Helić, baronne Helić (née le 20 avril 1968) est une femme politique conservatrice britannique, originaire de Bosnie-Herzégovine, qui est conseillère spéciale de l'ancien ministre des Affaires étrangères William Hague,.
En 2014, Arminka Helić est nommée à la Chambre des lords par David Cameron. Elle est créée pair à vie le 18 septembre 2014 en prenant le titre de baronne Helic, de Millbank dans la ville de Westminster et est présentée à la Chambre des lords le 24 novembre 2014.

## Biographie
Arminka Helić est une experte en politique étrangère, musulmane bosniaque devenue conseillère conservatrice après avoir fui le conflit yougoslave des années 1990.
Helić conseille de nombreux conservateurs de l'opposition et du gouvernement à partir de 1998, acquérant une expertise considérable. Elle est décrite par Matthew D'Ancona comme «l'un des experts en politique étrangère les plus impressionnants du gouvernement». Connue pour sa discrétion elle s'exprime peu dans les médias, bien qu'elle soit connue comme pro-américaine. Selon une fuite de Richard LeBaron, chef adjoint de la mission américaine à Londres, elle partage les vues pro-américaines prononcées de William Hague et décrit les États-Unis comme «le pays essentiel».
Helić est créditée d'avoir persuadé le ministre britannique des Affaires étrangères, William Hague de lancer l'Initiative britannique sur la violence sexuelle mondiale. Hague travaille avec Angelina Jolie pour attirer l'attention sur la question lors d'un sommet de quatre jours en 2014. En octobre 2017, Helić est nommée l'une des personnalités les plus influentes de Londres pour son travail sur les réfugiés.
En novembre 2015, Helić est élue au Conseil du Fonds d'affectation spéciale pour les victimes en tant que représentant des pays d'Europe occidentale et d'autres États. Le Trust, créé sous les auspices du Statut de Rome de la Cour pénale internationale, encourage la justice réparatrice en fournissant une assistance aux victimes de crimes relevant de la compétence de la Cour.
En mai 2016, la baronne Helić est nommée au comité des relations internationales de la Chambre des Lords.